# 熊野町 (刈谷市)
熊野町（くまのちょう）は、愛知県刈谷市の町名。現行行政地名は熊野町1丁目から熊野町7丁目。

## 地理
東は宝町、西は逢妻町、南は八幡町、北は高津波町に接する。郵便番号は448-0831（集配局：刈谷郵便局）。

## 歴史

### 地名の由来
同地において古くから熊野三尊仏を祀っていたことに由来する。

### 沿革
- 1960年（昭和35年） - 刈谷市熊・高津波の各一部により、同市熊野町として成立[1]。

## 世帯数と人口
2019年（令和元年）6月1日時点の世帯数と人口は以下の通りである。
| 丁目        | 世帯数  | 人口    |
| ----------- | ------- | ------- |
| 熊野町1丁目 | 206世帯 | 537人   |
| 熊野町2丁目 | 111世帯 | 252人   |
| 熊野町3丁目 | 47世帯  | 80人    |
| 熊野町4丁目 | 169世帯 | 433人   |
| 熊野町5丁目 | 174世帯 | 441人   |
| 熊野町6丁目 | 20世帯  | 67人    |
| 熊野町7丁目 | 44世帯  | 108人   |
| 計          | 771世帯 | 1,918人 |

### 人口の変遷
国勢調査による人口の推移
| 1995年（平成7年）  | 1,320人 | [ 8 ]  |  |
| 2000年（平成12年） | 1,437人 | [ 9 ]  |  |
| 2005年（平成17年） | 1,611人 | [ 10 ] |  |
| 2010年（平成22年） | 1,682人 | [ 11 ] |  |
| 2015年（平成27年） | 1,704人 | [ 12 ] |  |

## 学区
市立小・中学校に通う場合、学区は以下の通りとなる。また、公立高等学校に通う場合の学区は以下の通りとなる。
| 丁目        | 番・番地等 | 小学校             | 中学校               | 高等学校 |
| ----------- | ---------- | ------------------ | -------------------- | -------- |
| 熊野町1丁目 | 全域       | 刈谷市立亀城小学校 | 刈谷市立刈谷東中学校 | 三河学区 |
| 熊野町2丁目 | 全域       | 刈谷市立亀城小学校 | 刈谷市立刈谷東中学校 | 三河学区 |
| 熊野町3丁目 | 全域       | 刈谷市立亀城小学校 | 刈谷市立刈谷東中学校 | 三河学区 |
| 熊野町4丁目 | 全域       | 刈谷市立亀城小学校 | 刈谷市立刈谷東中学校 | 三河学区 |
| 熊野町5丁目 | 全域       | 刈谷市立亀城小学校 | 刈谷市立刈谷東中学校 | 三河学区 |
| 熊野町6丁目 | 全域       | 刈谷市立亀城小学校 | 刈谷市立刈谷東中学校 | 三河学区 |
| 熊野町7丁目 | 全域       | 刈谷市立亀城小学校 | 刈谷市立刈谷東中学校 | 三河学区 |

## 交通

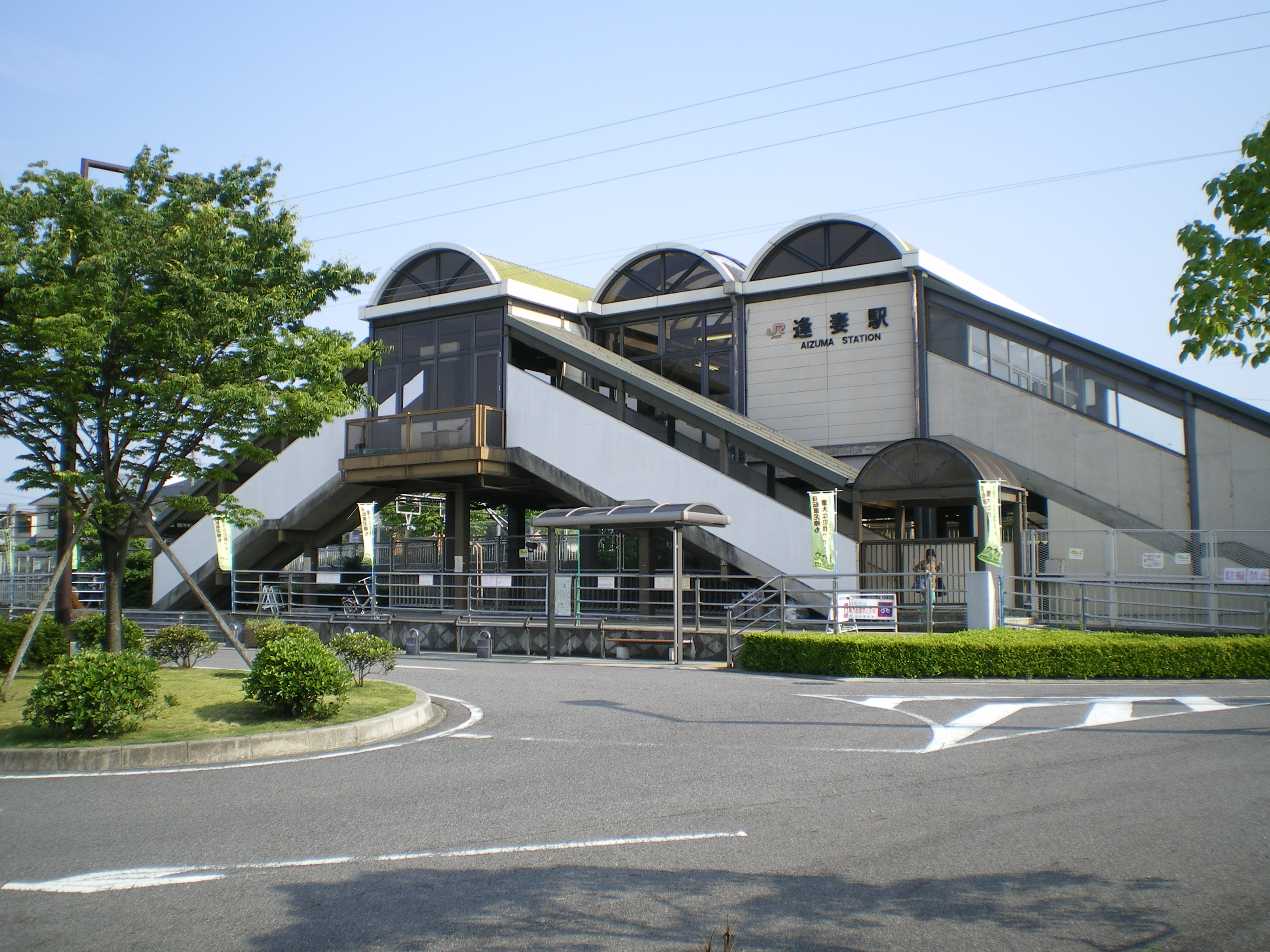
逢妻駅

- JR東海道本線逢妻駅
- 愛知県道48号岡崎刈谷線
- 愛知県道246号刈谷大府線

## 施設
- 安養寺[6] - 文亀3年の創建と伝わる真宗大谷派の寺[6]。創建時は天台宗[6]。熊野三尊仏と称する仏像を安置する[6]。永坂杢兵衛作の獅子留蓋瓦がある。
- 河目正平記念碑[6] - 安養寺境内に設置されている[6]。河目は刈谷藩藩校である文礼館の教員を務めた。童画家の河目悌二の父。
- JR東海道本線逢妻駅[6]
- 熊野公園[6]
- ミッションアポイオ刈谷チャーチ

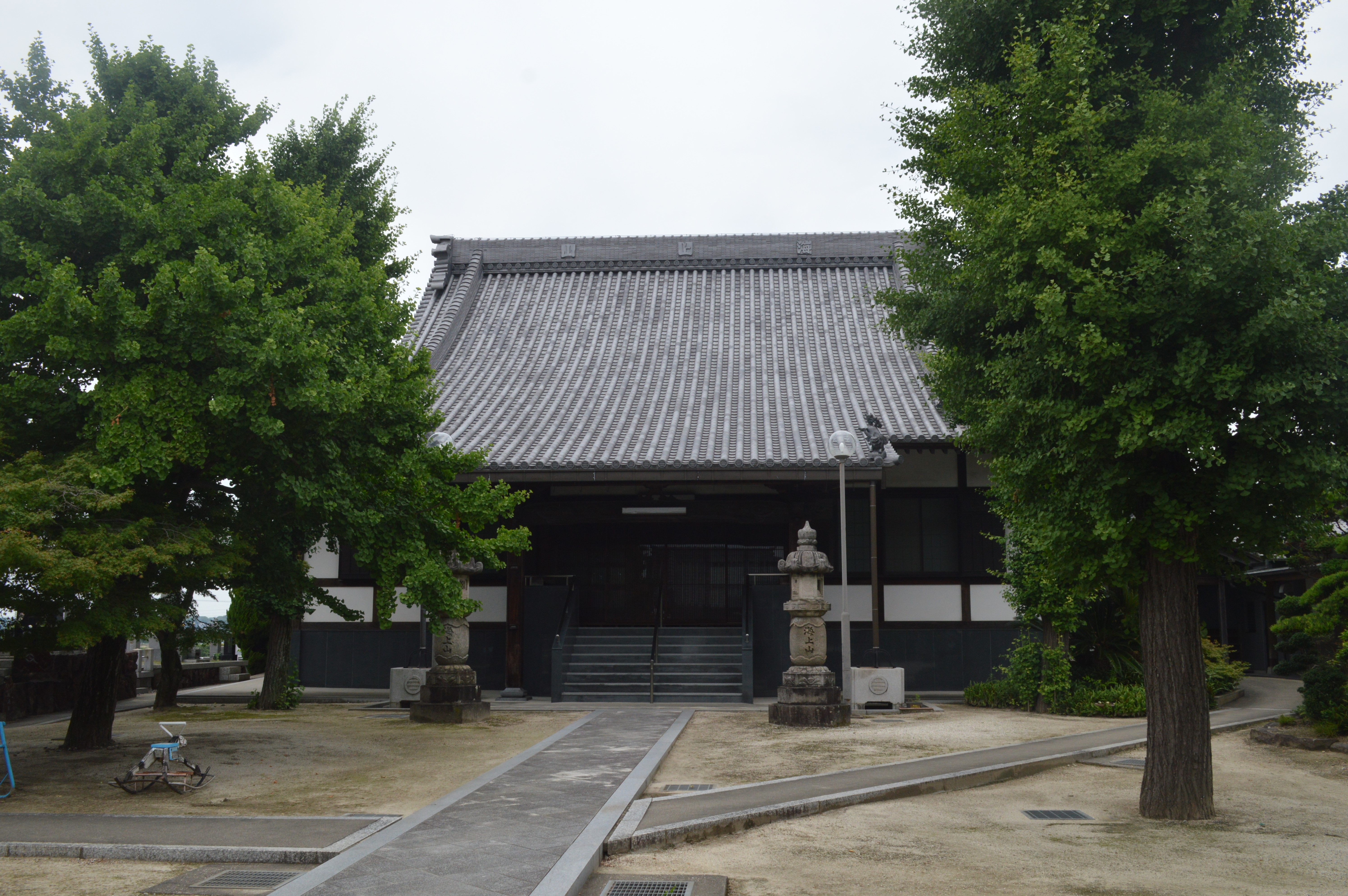
安養寺
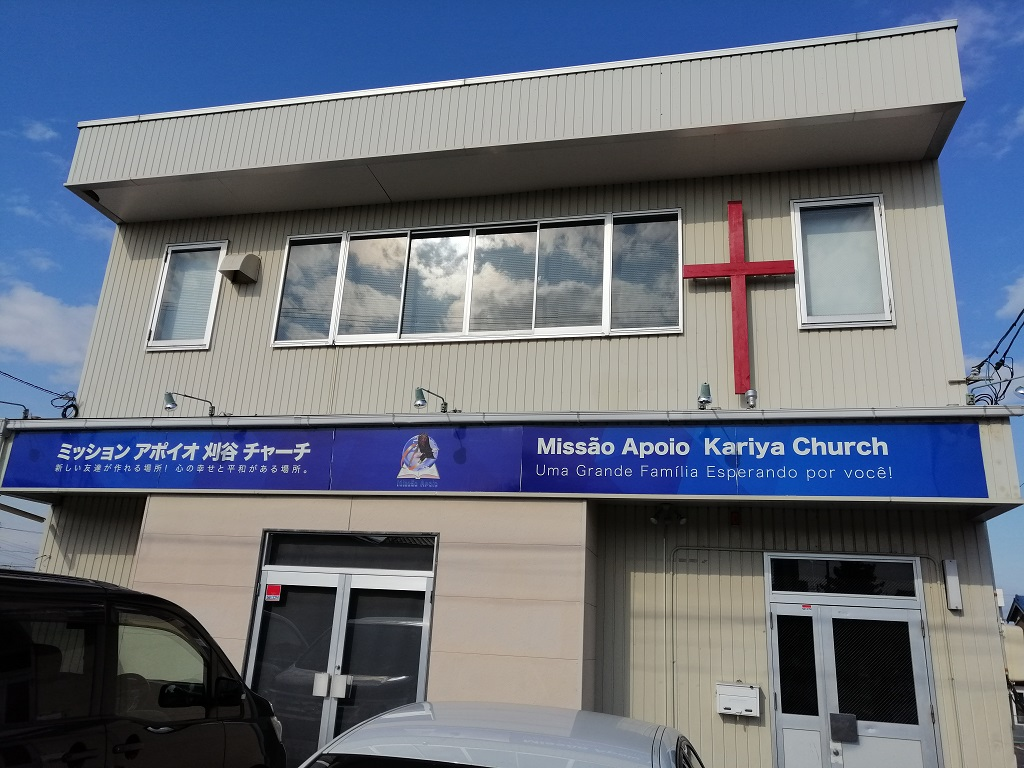
ミッションアポイオ刈谷チャーチ